# سيونغ هي
هيون سونغ هي، المعروفة بإسم سونغ (بالكورية: 현승희)‏ هي مغنية وممثلة كورية جنوبية، ولدت يوم 25 يناير 1996 في مقاطعة غانغوون في كوريا الجنوبية.

## روابط خارجية
- سيونغ هي على موقع IMDb (الإنجليزية)
- سيونغ هي على موقع ميوزك برينز (الإنجليزية)
- سيونغ هي على موقع قاعدة بيانات الفيلم (الإنجليزية)